# Манчестерский колледж Харриса
Манчестерский колледж Харриса (англ. Harris Manchester College, HMC, полное название — Manchester Academy and Harris College) — один из колледжей Оксфордского университета. Его особенностью является обучение только уже взрослых студентов: возрастной ценз для абитуриентов — 21 год.
Первые упоминания относятся к 1757 году, тогда он назывался академией для студентов-унитариев Уоррингтона.
Основан в 1786 году. Возник, как Манчестерская академия. В 1803 году переведен из Манчестера в Йорк . В 1840 году вернулся в Манчестер и начал ассоциацию с Лондонским университетом. Переехал в Лондон в 1853 году. В 1889 году переведен в Оксфорд, где был построен новый кампус.

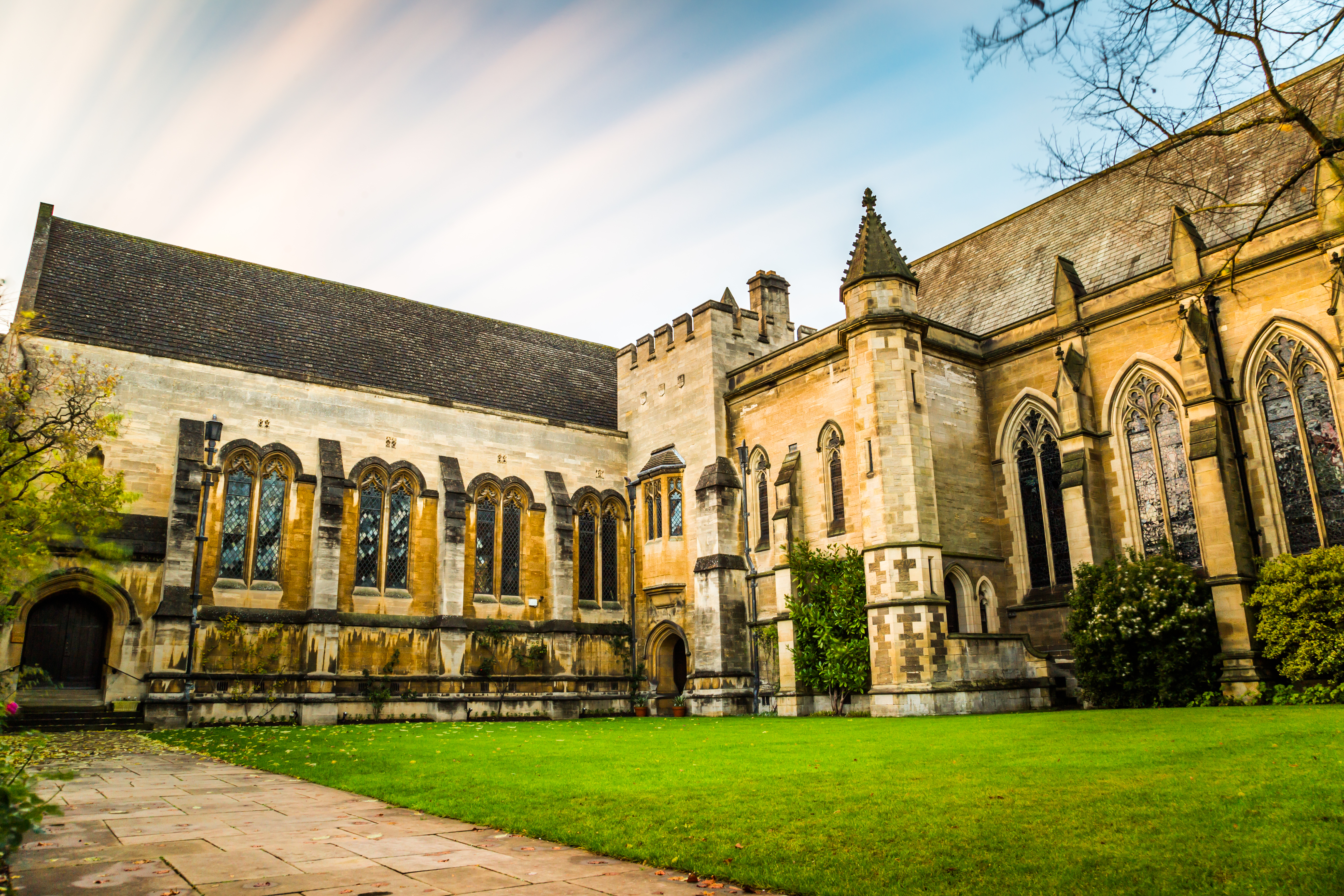
Колледж Харриса Манчестера

Фасад Колледжа Харриса Манчестера

Колледж стал полноправным Оксфордского университета в 1996 году. С тех пор носит нынешнее название. Ныне является самым маленьким студенческим колледжем Оксфордского университета. Здесь обучаются 100 студентов.
Эндаумент в 2018 году составлял £ 14,1 млн.

## Известные преподаватели и выпускники
- Бетанкур, Ингрид
- Виндзор, Николас
- Дальтон, Джон
- Де Толедо, Зои
- Макграт, Алистер
- Мальтус, Томас Роберт
- Ньюмэн, Фрэнсис Вильям
- Пристли, Джозеф
- Уикстид, Филипп

## Галерея

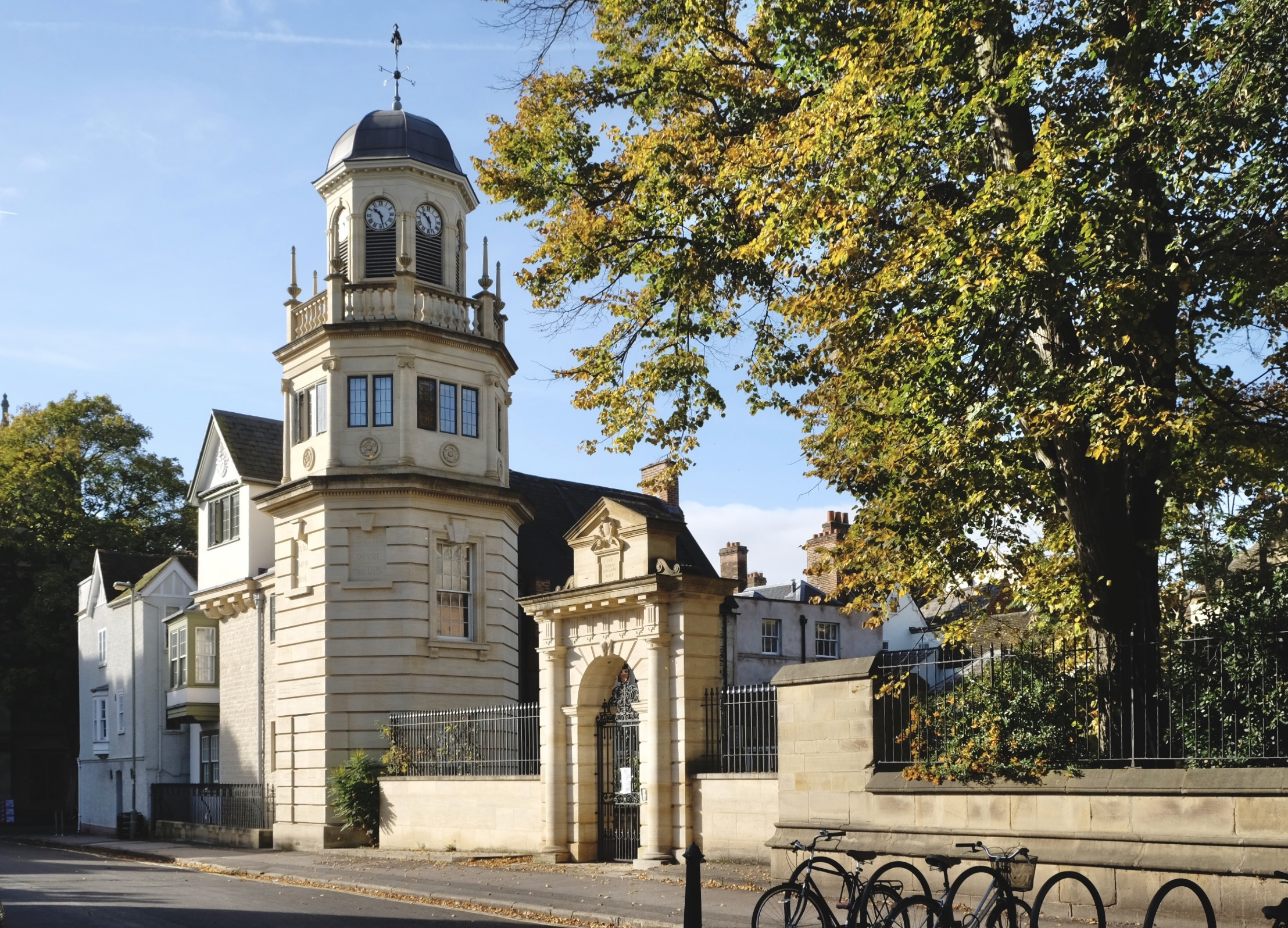
Часовая башня
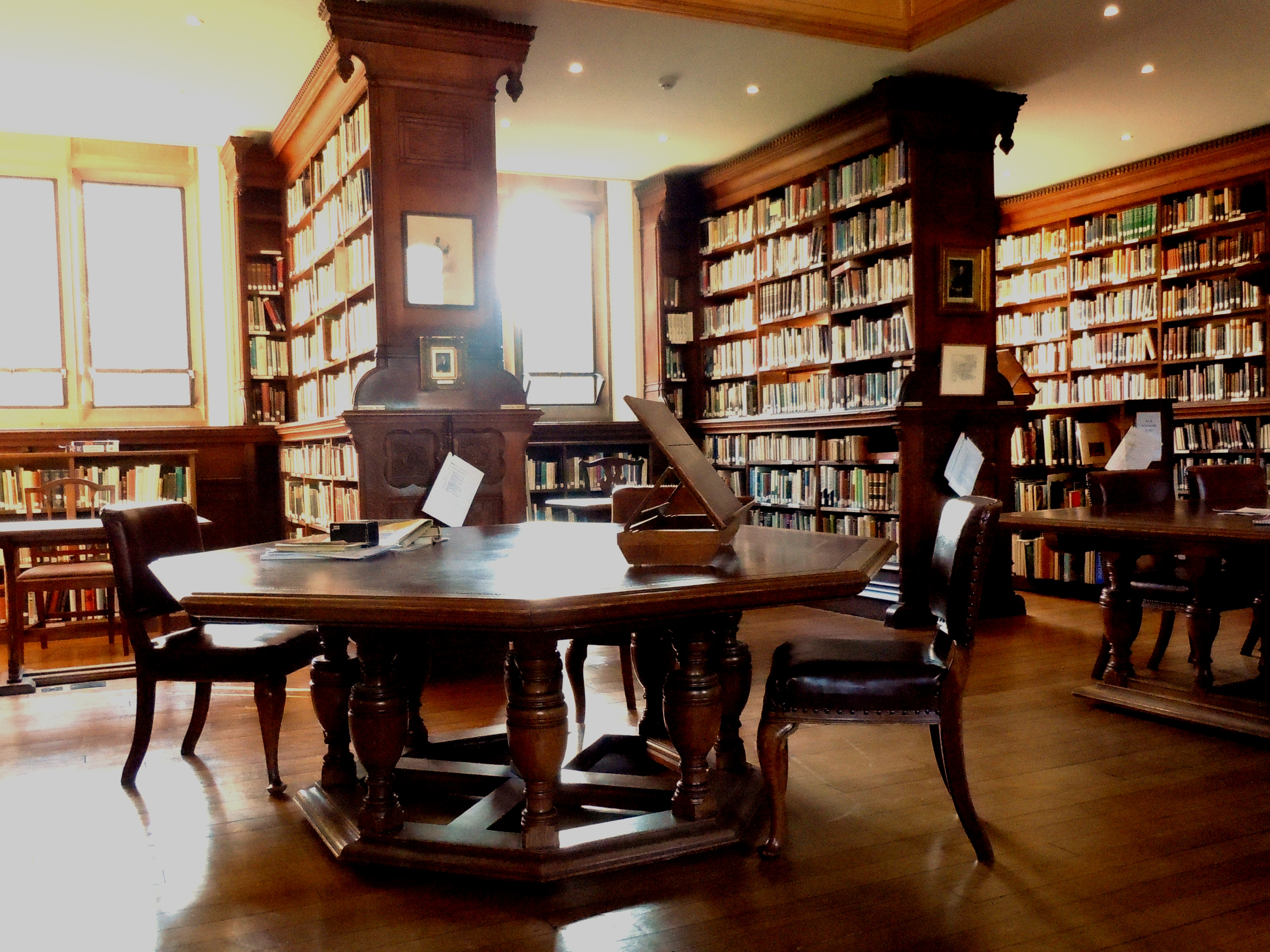
Библиотека
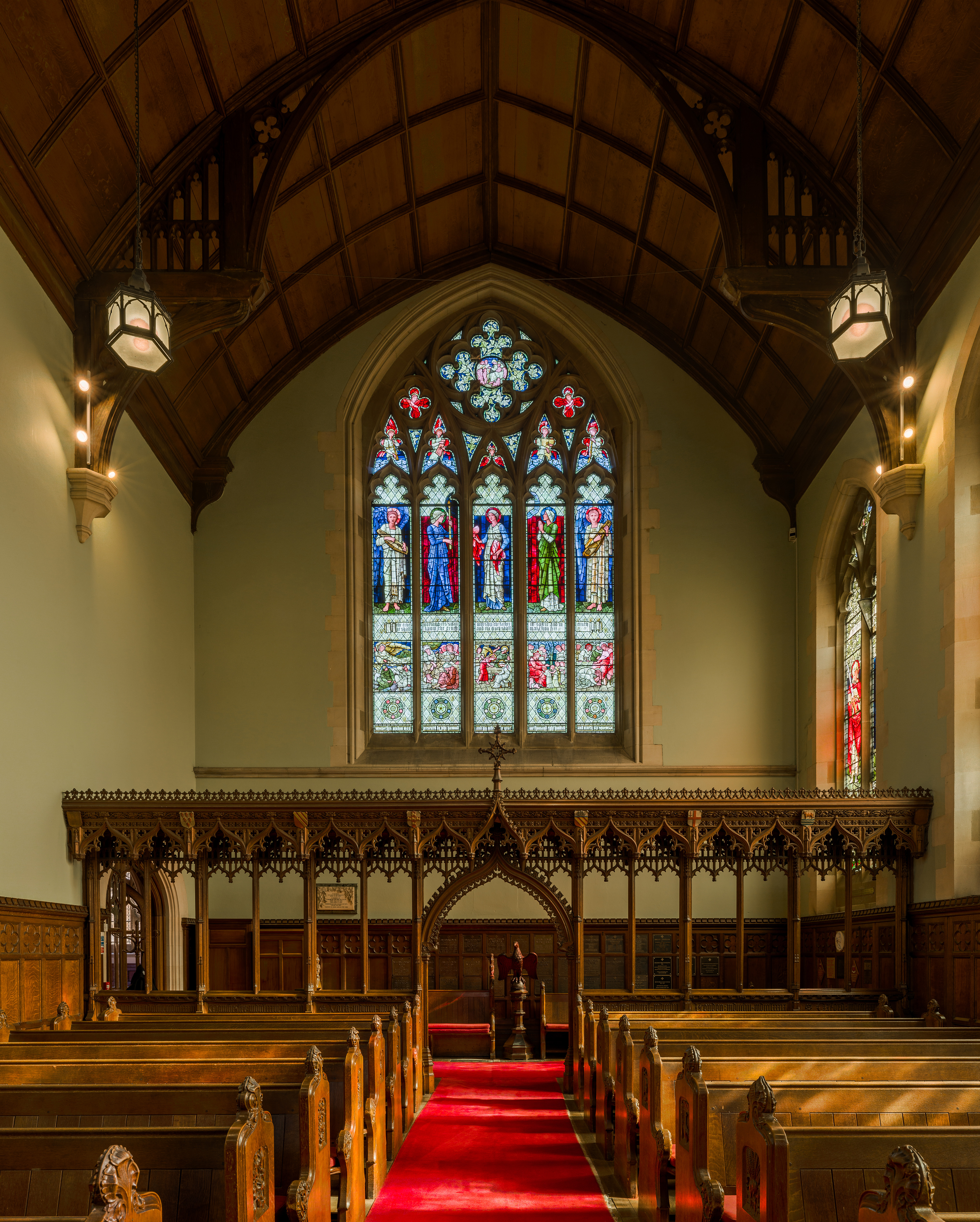
Витражи часовни
Территория колледжа
Столовая
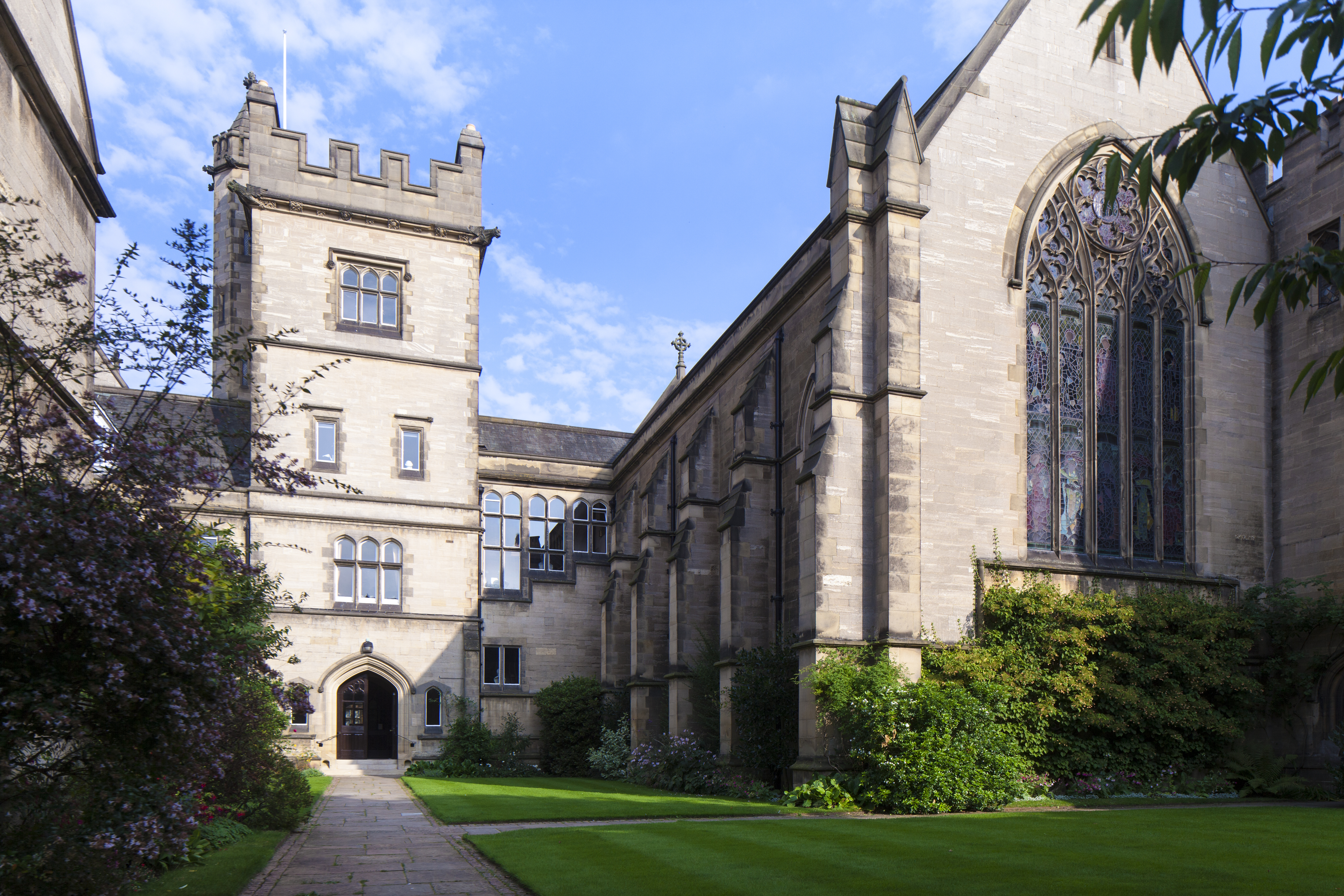
Внешний вид часовни